# Jan (Pelushi)
Jan, imię świeckie Fatmir Pelushi (ur. 1 stycznia 1956 w Tiranie) – albański duchowny prawosławny, od 1998 metropolita Korczy.

## Życiorys
Pochodził z rodziny bektaszyckiej, jego ojciec był prześladowany politycznie. Szkołę średnią ukończył w Tiranie, a następnie podjął pracę w szpitalu psychiatrycznym. W 1975 w okresie państwowego ateizmu został potajemnie ochrzczony przez o. Kozmę Qirko i od tej pory brał udział w tajnych spotkaniach chrześcijan. W 1990 wyjechał do USA, gdzie odbywał w Bostonie studia teologiczne. W 1993 powrócił do Albanii i zaczął uczyć w nowo otwartym seminarium prawosławnym w Tiranie. 
4 grudnia 1994 został wyświęcony na księdza. Po odbyciu studiów podyplomowych w Holy Cross Greek Orthodox School of Theology w Bostonie, w listopadzie 1996 otrzymał godność archimandryty i objął funkcję dyrektora seminarium w Durrësie. 18 lipca 1998 otrzymał chirotonię biskupią, a dwa dni później godność metropolity Korczy. W 2003 został wyróżniony tytułem Honorowego Obywatela Korczy. W czerwcu 2016 r. wziął udział w Soborze Wszechprawosławnym na Krecie.
25 stycznia 2025 r. Święty Synod Albańskiego Kościoła Prawosławnego na nadzwyczajnym posiedzeniu w związku ze śmiercią arcybiskupa Anastazego wybrał metropolitę Jana na locum tenens Kościoła albańskiego.
16 marca 2025 r. został wybrany na nowego arcybiskupa Tirany i całej Albanii.